# 一步跨
一步跨是位于中国辽宁丹东宽甸虎山镇湖山村的一个旅游景点。

## 概要
中朝边境鸭绿江在这里河宽仅有几米，对岸为朝鲜平安北道义州郡龙云里的中洲，于赤岛。